# Most Glienicke
Most Glienicke (niem. Glienicker Brücke) – most na rzece Haweli łączący dwa miasta Poczdam i Berlin. Dawniej przebiegała na nim granica pomiędzy Berlinem Zachodnim, a Wschodnimi Niemcami. Został zbudowany w roku 1907.

## Most szpiegów
W czasie zimnej wojny Związek Radziecki i Stany Zjednoczone trzykrotnie wykorzystały most do wymiany pojmanych szpiegów. Z tego powodu został on nazwany przez dziennikarzy „mostem szpiegów”.
Pierwsza wymiana szpiegów między supermocarstwami miała miejsce 10 lutego 1962 roku. USA zwolniły radzieckiego szpiega pułkownika Rudolfa Abla w zamian za pilota Francisa Gary Powersa, pojmanego po zestrzeleniu w 1960 roku nad Związkiem Radzieckim samolotu szpiegowskiego U-2. W wyniku szczęśliwego zbiegu okoliczności świadkiem tej wymiany była Annette von Broecker.
Następna wymiana miała miejsce 11 czerwca 1985, kiedy w zamian za 25 amerykańskich agentów, w tym 5 Polaków (Jerzy Pawłowski, Leszek Chróst, Bogdan Walewski, Norbert Adamaschek i Jacek Jurzak), z czego dwóch zrezygnowało z możliwości wyjazdu do USA (Jerzy Pawłowski oraz inny agent wystawiony do wymiany przez stronę wschodnioniemiecką), zwolniony został oficer wywiadu PRL Marian Zacharski oraz trzech innych szpiegów przetrzymywanych na Zachodzie (Niemcy: Alfred Zehe, Alicja Michelson; Bułgar: Penjo Baiczew Kostadinow).
Ostatnia i jednocześnie najbardziej znana wymiana odbyła się 11 lutego 1986, kiedy obrońca praw człowieka i więzień polityczny Natan Szaranski oraz trzech agentów Zachodu zostało wymienionych za Karla Koechera, Jerzego Kaczmarka i trzech innych agentów bloku wschodniego.
Most Glienicke jako miejsce wymiany więźniów był wykorzystany w literaturze oraz w filmach:
- Pogrzeb w Berlinie z 1966 roku z Michaelem Caine’em w roli głównej, na podstawie powieści o tym samym tytule.
- Most szpiegów z 2015 roku z Tomem Hanksem w roli głównej.
- Doppelgänger. Sobowtór z 2023 roku z Jakubem Gierszałem w roli głównej.

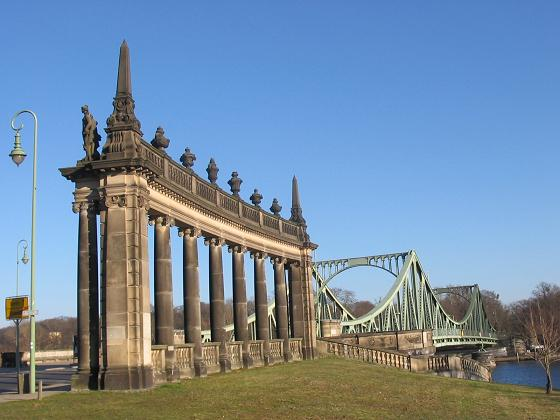
Widok z Poczdamu w stronę Berlina
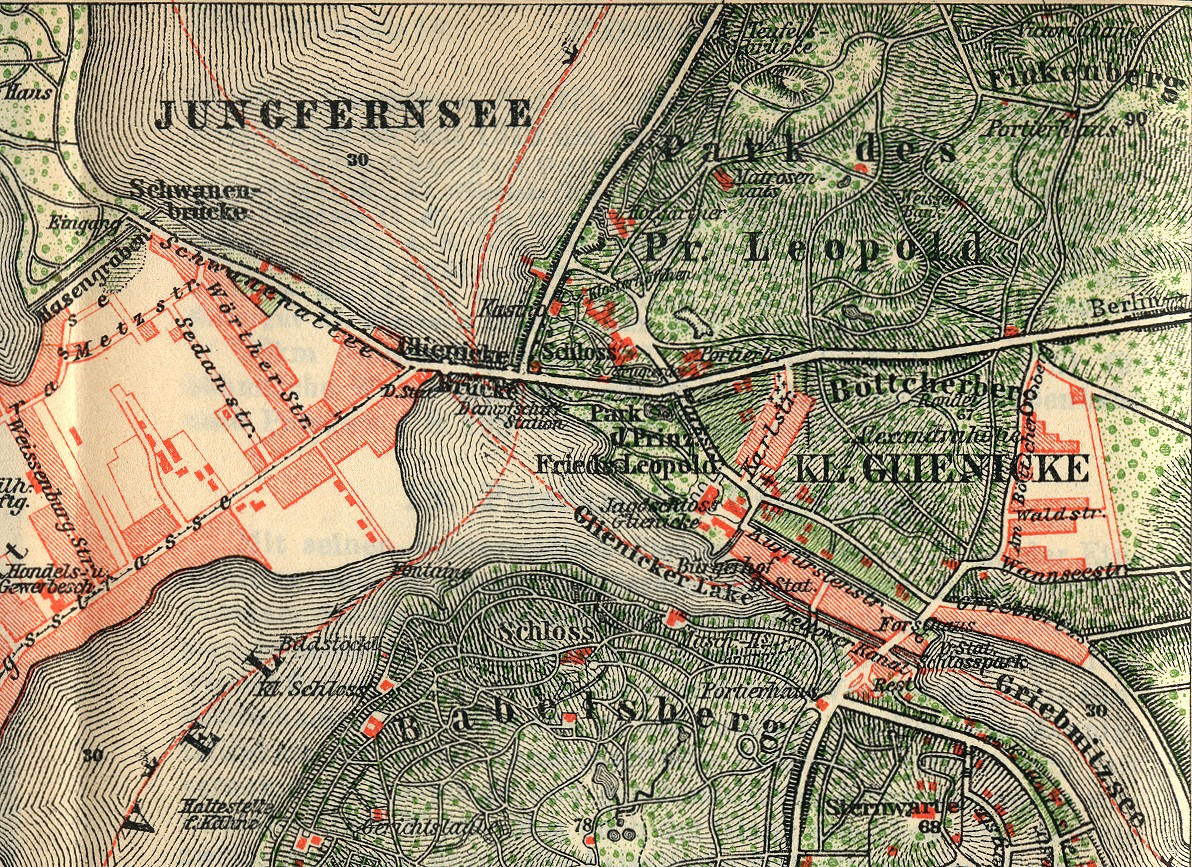
Most, jeziora i Klein Glienicke (1921)
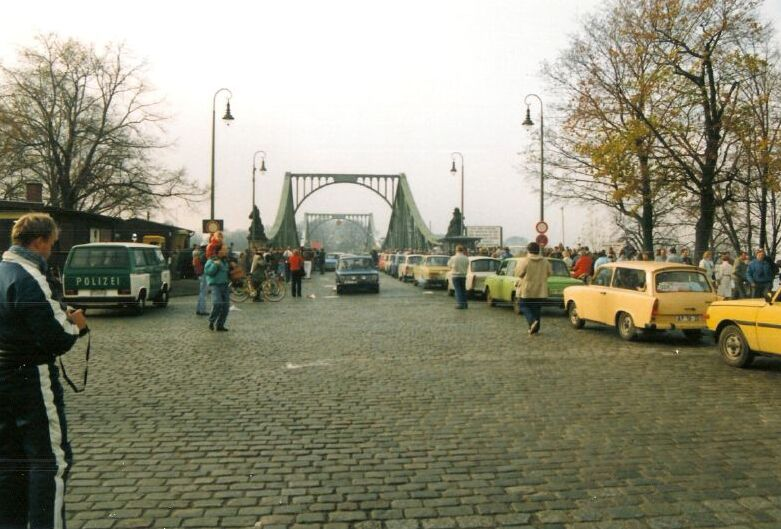
Most w listopadzie 1989